# Xavier Baeselen
Xavier R.Y. Baeselen est un homme politique belge né à Bruxelles le 20 septembre 1972, membre du MR.

## Biographie
Licencié en criminologie. Assistant-chargé d'exercice à l'Université libre de Bruxelles.
Il devient député à la Chambre des représentants le 20 mars 2008 en remplacement de Bernard Clerfayt, député de la circonscription électorale Bruxelles-Hal-Vilvorde, nommé secrétaire d'État adjoint au Ministre des Finances dans le gouvernement Leterme I. Xavier Baeselen endosse donc, au sein de la 52e législature, les fonctions de membre effectif de la Commission des Relations extérieures et de la Commission des Pétitions, et membre suppléant de la Commission spéciale du Règlement et de la Réforme du Travail parlementaire, de la Commission des Naturalisations, de la Commission spéciale "Climat et Développement durable" et de la Commission des Affaires sociales. Il est partisan de la suppression de l'obligation de voter.
Conseiller communal, puis échevin de l'instruction publique de 2001 à 2006 et ensuite des Finances à Watermael-Boitsfort de 2006 à 2011. Interdiction de cumul des mandats oblige, il a dû abandonner son mandat d'échevin le 1er février 2011 en raison de sa nomination comme Greffier (Secrétaire général) du Parlement de la Communauté française/Parlement de la Fédération Wallonie -Bruxelles le 1er septembre 2011.

## Prises de position politiques
Xavier Baeselen s'est notamment prononcé, en séance plénière de la Chambre des Représentants, en faveur d'une intervention de l'armée pour suppléer au corps de sécurité du SPF Justice ainsi qu'à la police, en cas de besoin, afin de sécuriser le Palais de justice de Bruxelles.